# Tadeusz Pawlikowski (reżyser)

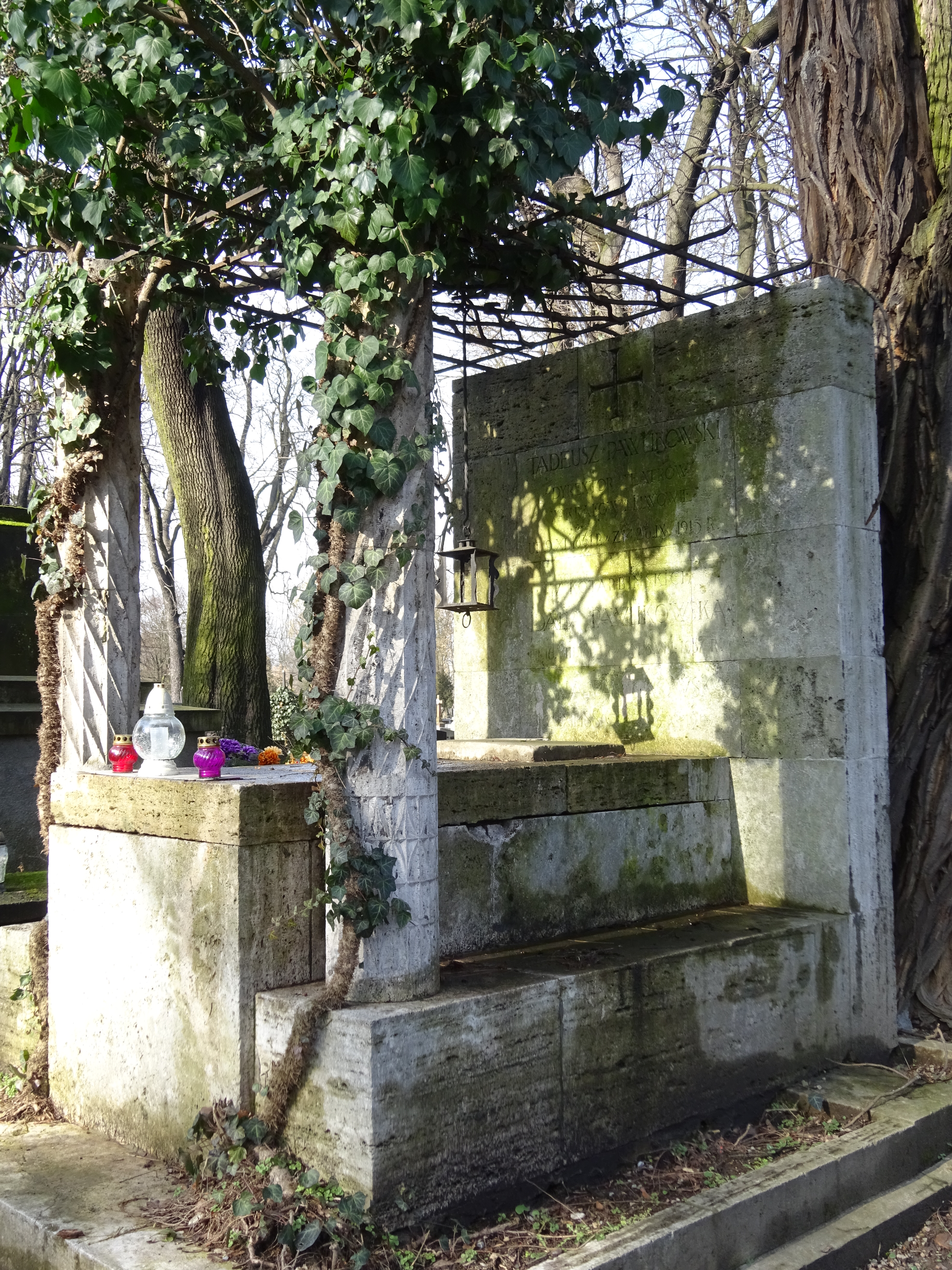
Grobowiec Tadeusza Pawlikowskiego

Tadeusz Pawlikowski (ur. 9 listopada 1861 w Medyce, zm. 28 września 1915 w Krakowie) – reżyser i dyrektor teatrów.

## Życiorys
Syn Mieczysława Gwalberta, brat Jana Gwalberta.
Ukończył Gimnazjum św. Anny w Krakowie, po czym wyjechał na studia muzyczne za granicę. Studiował w Lipsku, Wiedniu, Weimarze, Meiningen. Studiów nie ukończył, wrócił do kraju w 1885 roku i wstąpił do prowincjonalnej trupy teatralnej występującej w Galicji. Następnie przyjechał do Krakowa, gdzie parał się krytyką teatralną. W tygodniku „Nasz Kraj” ogłosił pierwsze polskie przekłady tekstów E.G. Craiga. Pisał także recenzje muzyczne w „Nowej Reformie” oraz w „Czasie”.
Był dyrektorem Teatru Miejskiego w Krakowie w latach 1893–1899 i 1913-1915 i teatru Miejskiego we Lwowie w latach 1900–1906. Pawlikowski objął dyrekcję i kierownictwo artystyczne teatru lwowskiego po uroczystym oddaniu do użytku w dniu 4 października 1900 nowego gmachu przy Wałach Hetmańskich. W pierwszym sezonie teatralnym wystawił 71 utworów dramatycznych, przy czym w pierwszych trzech miesiącach aż 28 premier. W ciągu sześciu sezonów wystawił na scenie lwowskiej 302 utwory dramatyczne, w tym 144 polskich. W czasie pięciu sezonów operowych wystawił także 43 opery, w tym 17 premier nowości. Pawlikowski był reżyserem wielu z nich.
Wprowadził do swoich teatrów repertuar nowatorski, m.in. dramaty H. Ibsena, M. Maeterlincka. Za jego dyrekcji w teatrze krakowskim debiutowało wielu znanych później dramatopisarzy, m.in. T. Miciński, S. Przybyszewski, S. Wyspiański.

W teatrze był propagatorem nowoczesnych środków inscenizacji – autentyzmu dekoracji, kostiumu, rekwizytów. Zwracał uwagę na właściwe oświetlenie, efekty dźwiękowe. Przywiązywał dużą wagę do precyzyjnej kompozycji scen zbiorowych.
W 1898 roku zapoczątkował w teatrze w Krakowie przedstawienia benefisowe, które odbywały się 1 maja. Dochód z nich był przeznaczony na płace dla personelu technicznego teatru. We Lwowie natomiast dochód przeznaczał na cele oświatowe organizacji robotniczych.

Z inicjatywy Pawlikowskiego 14 listopada 1896 roku w Teatrze Miejskim w Krakowie po raz pierwszy odbył się pokaz „Żywe Fotografie przedstawione za pomocą Kinematografu - wynalazku Augusta i Ludwika Lumière  z Lyonu”. 
Został pochowany na cmentarzu Rakowickim w Krakowie, w kwaterze X.
Na początku XX wieku był związany z aktorką Konstancją Bednarzewską. Jego żoną była Idalia z domu Kotarbińska (zm. 1937).

## Upamiętnienie
- W Krakowie, na elewacji domu przy Placu Matejki 6, gdzie mieszkał pod koniec swojego życia znajduje się tablica upamiętniająca Pawlikowskiego[2][3];
- W Krakowie od 1951 roku jest patronem ulicy w I dzielnicy Stare Miasto na Piasku[2].